# William Taylour Thomson
Sir William Taylour Thomson KCMG, CB (* 1813; † 15. September 1883 Inverleithen in Perthshire) war ein britischer Diplomat.

## Leben
Thomson war gelernter Zeichner. Von 1834 bis 1837 war er Assistent des Astronomen Lieutenant Hastings Fitz-Edward Murphy (* 1798 in Kerry; † 1836) bei der Euphrat-Expedition. Er gehörte zu den Überlebenden des Untergangs of His Majesty’s Steamer „Tigris“ auf dem Euphrat am 28. Mai 1836. Er wurde am 12. Juni 1837 zum bezahlten Attaché in Teheran berufen.
1839 belagerten die Perser mit russischen Militärberatern Herat. Aus der Perspektive von Britisch-Indien nahm die Stadt an der Seidenstraße eine strategische Schlüsselposition ein, welche der Gouverneur von Britisch-Indien George Eden, 1. Earl of Auckland am besten durch die Installation eines unabhängigen Regenten unter britischen Schutz gesichert sah. Botschafter Sir John McNeill reiste nach London und machte Öffentlichkeitsarbeit mit der russischen Gefahr für das Imperium und der Rest der Mission mit Thomson zog nach Erzurum. Um die Sicherheit von Britisch-Indien zu verteidigen, wurde der erste anglo-afghanische Krieg begonnen.
Von 1841 bis 1842 war er zu Allah Quli Bahadur, dem Khan des Khanat Chiwa entsandt, als William George Keith Elphinstone versuchte, sich aus Kabul zurückzuziehen. Auf der Reise erforschte er das Gebiet zwischen Persien und dem Khanat Chiwa. Er war mit Recherchen in Sanandadsch und Sulaimaniyya über die Umstände, die 1842 zu einer bewaffneten Auseinandersetzung zwischen osmanischen und persischen Truppen in Mehrivan führten, beauftragt. Vom 6. bis 29. November 1849 war er Geschäftsträger in Teheran. Am 7. April 1852 erfolgte die Ernennung zum Gesandtschaftssekretär in Teheran, wo er vom 7. März 1853 bis 17. April 1855 erneut Geschäftsträger war. Durch den Anglo-Persischen Krieg wurden die diplomatischen Beziehungen der britischen und der persischen Regierungen am 5. November 1855 unterbrochen. Am 5. Dezember 1855 wurde er nach Bagdad entsandt. Von 24. Februar 1858 bis 1872 war er Geschäftsträger und Generalkonsul in Santiago de Chile.
Von 19. Februar 1873 bis 1879 war er als Nachfolger von Charles Alison außerordentlicher Gesandter, Ministre plénipotentiaire und Generalkonsul in Teheran.
1879 wurde er in den Ruhestand versetzt.
| Vorgänger       | Amt                                                                      | Nachfolger              |
| --------------- | ------------------------------------------------------------------------ | ----------------------- |
| Francis Farrant | Britischer Botschafter in Teheran 6. bis 29. November 1849 und 1853–1855 | Charles Augustus Murray |
| —               | Britischer Botschafter im Irak 1855                                      | —                       |
| Edward Harris   | Britischer Botschafter in Chile 1858–1861                                | Albert Stewart Raikes   |
| Charles Alison  | Britischer Botschafter in Teheran 1873–1879                              | Ronald Ferguson Thomson |